# SoftBank 933SH
AQUOS SHOT SoftBank 933SH（アクオス ショット ソフトバンク きゅう さん さん エス エイチ）はシャープが開発しソフトバンクモバイルが販売するW-CDMA通信方式の携帯電話端末。

## 特徴
回転2軸折りたたみボディに、シャープが開発した約1000万画素CCDを搭載し、カメラ機能に注力したソフトバンクモバイル2009年夏モデルの高機能端末である。コンパクトデジタルカメラ並みのカメラ性能を付加したAQUOSケータイであることから、AQUOS SHOTというブランドが与えられている。NTTドコモのSH-06A、SH-07Aと兄弟機となる。
メインディスプレイは、非サイクロイド、非スライド端末ながら、3.3インチという大型のものを搭載している。これに、931SHと同じ、フルタッチパネル機能を搭載。文字入力を含む、ほぼ全ての機能がタッチ操作対応になっている。
メインカメラは、ProPixを搭載した広角28mmレンズの約1000万画素CCDで、LEDフラッシュ、メカシャッター、チェイスフォーカスなどの多彩な機能を備える。
また、これまでのソフトバンク9XXシリーズのシャープ製端末が搭載した機能・対応したサービスが、ほぼすべて搭載されている「全部入り携帯」である。

## 主な機能・サービス
- ミュージックプレイヤー
- Bluetooth
- 赤外線通信（IrDA）(高速赤外線対応)
- マイ絵文字
- フィーリングメール
- バイリンガル
- QRコード読み取り・作成
- ドキュメントビューア（Microsoft Word（.doc）・Microsoft Excel（.xls）・Microsoft PowerPoint（.ppt）・PDFデータ（.pdf）のみ。）
- 顔認証機能

| 主な対応サービス                              | 主な対応サービス | 主な対応サービス                | 主な対応サービス                      |
| --------------------------------------------- | ---------------- | ------------------------------- | ------------------------------------- |
| S!一斉トーク                                  | S!ともだち状況   | Yahoo!mocoa                     | S!ループ                              |
| S!タウン                                      | S!速報ニュース   | ダブルナンバー                  | S!FeliCa                              |
| S!ケータイ動画                                | PCサイトブラウザ | 電子コミック                    | S!アプリ                              |
| 着うたフル／着うた                            | デコレメール     | S!電話帳バックアップ            | S!情報チャンネル 3Gお天気アイコン対応 |
| コンテンツおすすめメール                      | TVコール         | 世界対応ケータイ （W-CDMA+GSM） | S!GPSナビ                             |
| デルモジ表示                                  | ワンセグ         | 3G ハイスピード                 | PCメール                              |
| きせかえアレンジ(カスタモ) カスタムスクリーン | おなじみ操作     | Flash Lite 3.0                  | モバイルウィジェット                  |

## 歴史
- 2009年5月19日 - ソフトバンクモバイルより発表。
- 2009年5月29日 - 発売開始。